# Благодарненское сельское поселение
Благодарненское сельское поселение — муниципальное образование в составе Отрадненского района Краснодарского края России.
В рамках административно-территориального устройства Краснодарского края ему соответствует Благодарненский сельский округ.
Административный центр — село Благодарное.

## География
Площадь территории — 205,40 км².

## Население
| 2010  | 2012  | 2013  | 2014  | 2015  | 2016  | 2017  |
| ----- | ----- | ----- | ----- | ----- | ----- | ----- |
| 4856  | ↘4794 | ↗4814 | ↗4843 | ↗4850 | ↘4822 | ↘4817 |
| 2018  | 2019  | 2020  | 2021  | 2023  |       |       |
| ↘4777 | ↗4781 | ↘4761 | ↗4997 | ↘4892 |       |       |

## Населённые пункты
В состав сельского поселения (сельского округа) входят 8 населённых пунктов:
| № | Населённый пункт | Тип населённого пункта | Население (чел.) |
| - | ---------------- | ---------------------- | ---------------- |
| 1 | Благодарное      | село                   | ↘1608            |
| 2 | Воскресенское    | село                   | ↘173             |
| 3 | Кубрань          | хутор                  | ↘160             |
| 4 | Петровское       | село                   | ↘794             |
| 5 | Светлый          | посёлок                | ↗210             |
| 6 | Урупский         | посёлок                | ↘1262            |
| 7 | Чайкин           | хутор                  | ↘295             |
| 8 | Южный            | посёлок                | ↗354             |